# Solenobia leoi
Solenobia leoi är en fjärilsart som beskrevs av Wolfgang Dierl 1970. Solenobia leoi ingår i släktet Solenobia och familjen säckspinnare. Inga underarter finns listade i Catalogue of Life.